# Batrachowate
Batrachowate, batrachowcowate (Batrachoididae) – rodzina ryb w rzędzie batrachokształtnych (Batrachoidiformes). Niektóre gatunki są jadowite, ich ukłucia są bardzo bolesne i wywołują objawy zatrucia, nie stanowią jednak zagrożenia dla życia człowieka. Batrachowate są lokalnie poławiane jako ryby konsumpcyjne.

## Zasięg występowania
Większość gatunków występuje w ciepłych i tropikalnych wodach oceanicznych, niektóre spotykane są w wodach słonawych i słodkich Ameryki Południowej.

## Cechy charakterystyczne
- ciało nagie lub pokryte drobnymi, luźno rozmieszczonymi łuskami cykloidalnymi
- głowa duża, szeroka i spłaszczona
- dwie płetwy grzbietowe, u Thalassophryninae kolce płetwy grzbietowej połączone z gruczołami jadowymi
- oczy umiejscowione wysoko
- szeroki otwór gębowy uzbrojony w mocne zęby przystosowane do miażdżenia skorup mięczaków
- liczne wypustki skórne wokół otworu gębowego oraz na pokrywach skrzelowych, pokrywy skrzelowe zakończone kolcem, który może być połączony z gruczołem jadowym (Thalassophryninae)
- trzy łuki skrzelowe
- długość maksymalnie do 57 cm

Prowadzą przydenny tryb życia na różnych głębokościach. Bardzo żarłoczne, żywią się głównie mięczakami, skorupiakami i rybami. Opiekują się potomstwem. Potrafią wydawać donośne dźwięki wytwarzane wibracjami pęcherza pławnego. Dźwięki te – przypominające rechot żab – przyczyniły się do powstania obiegowych nazw żaboryby i ryby-ropuchy.

## Klasyfikacja
Rodzaje zaliczane do tej rodziny grupowane są w podrodzinach Batrachoidinae, Halophryninae, Porichthyinae, Thalassophryninae:

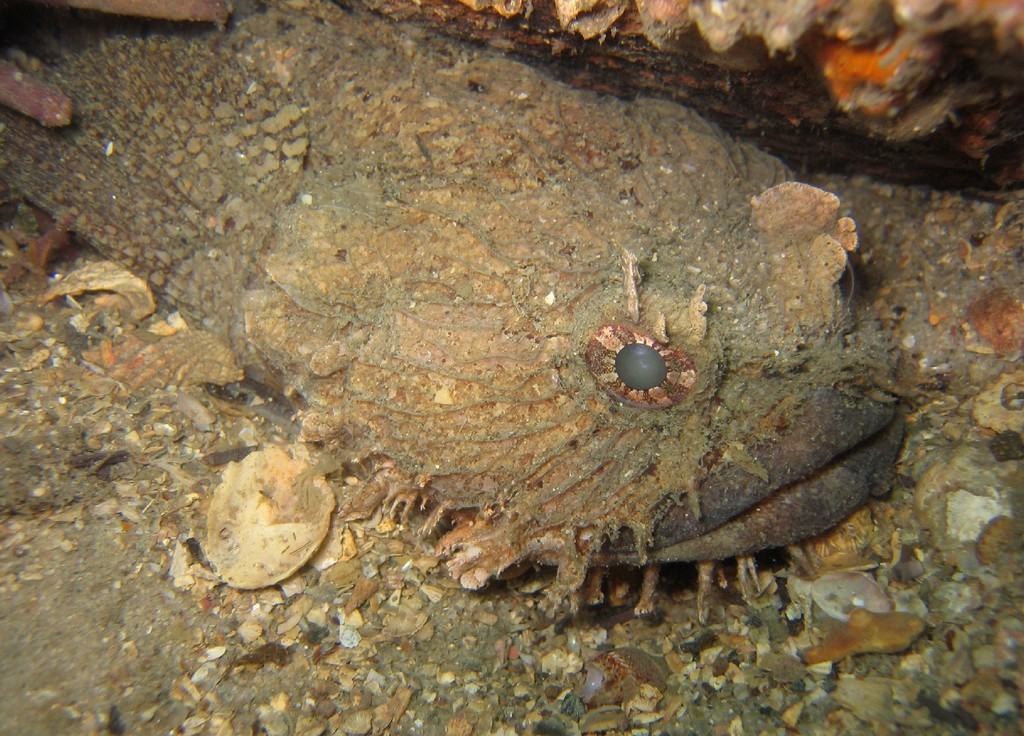
Batrachomoeus dubius

Allenbatrachus — Amphichthys — Aphos — Austrobatrachus — Barchatus — Batrachoides — Batrachomoeus — Batrichthys — Bifax — Chatrabus — Colletteichthys — Daector — Halobatrachus — Halophryne — Opsanus — Perulibatrachus — Porichthys — Potamobatrachus — Riekertia — Sanopus — Thalassophryne — Triathalassothia